# 奇美部落
奇美部落，位於臺灣花蓮縣瑞穗鄉奇美村，是原住民族委員會核定的一個阿美族部落，舊稱機密社、奇密社。

## 地理位置
該部落範圍今屬花蓮縣瑞穗鄉奇美村。部落位於秀姑巒溪的左岸的河階上，鄰近瑞港產業道路。

## 歷史
根據奇美部落的起源神話，其先祖原居於道拉樣（Tawrayan，位於今玉里鎮三民里一帶）。某日發生大洪水，男孩達邦．馬瑟拉（Tapang Masera）和妹妹納高（Nakaw）兩人，坐在豬槽內漂流到基拉亞散（Cilangasan，今花蓮縣豐濱鄉的八里灣山）。兄妹兩人在此結為連理，並在此繁衍後代。後來族人自山上遷徙至山下的迦納納部落（Kalala，今瑞穗鄉舞鶴村掃叭一帶），但因當地缺乏耕地，便遷徙至現在的奇美部落。也有傳說認為，兄妹的三位孩子一直到大水退去後才離開基拉亞散，長子匝拉喔（Calao）在歷經多次遷徙後，最終定居在拉塔（Lahtar，今奇美部落東方高台地），成為現今奇美部落「Kiwi」氏族的祖先，弟弟們則分別成為太巴塱部落和薄薄社的祖先。
及至清朝時，奇美部落已經發展為一座大社，被列為「崇爻九社」之一。19世紀末，沈葆楨實施「開山撫番」政策，臺灣鎮總兵吳光亮率兵進入東部，欲強行開闢水尾（花蓮縣瑞穗鄉）至大港口（花蓮縣豐濱鄉港口部落）之間的道路。此舉引發奇美部落、納納社、阿棉社的反抗，並在大港口發生強烈衝突，史稱「大港口事件」。
由於交通不便且缺乏聯外道路，直至1964年才有電氣供應，1992 年才開始有電話。1986年，瑞港產業道路開通後，奇美部落才有較正式的聯外道路。也因為如此，奇美部落一直保留較為傳統的生活型態及祭典文化，到1980年代仍有許多居民居住於茅草屋中。

## 人口
部落的族群主體為秀姑巒阿美族人。2018年，該部落共約有120戶，人口數396人，原住民人口256人，佔總人口百分比90%。在原住民中，阿美族佔66%，布農族22%。

## 部落名稱
奇美部落的原文「Kiwit」源自於阿美語「海金沙」之意。清朝時期漢人將其譯為「奇密」、「機密」、「芝密」。光緒5年（1879年）起正式稱為「奇密」。昭和12年（1937年）復改為「奇美」。

## 建築與建設
奇美部落擁有一座泛舟休息站，供秀姑巒溪的泛舟遊客休息。2007年10月13日，奇美原住民文物館成立，供文物展示及典藏。